# باري وود (عالم أحياء دقيقة)
باري وود (بالإنجليزية: Barry Wood)‏ هو عالم أحياء دقيقة أمريكي، ولد في 4 مايو 1910 في ميلتون في الولايات المتحدة، وتوفي في 9 مارس 1971.